# Matalascañas

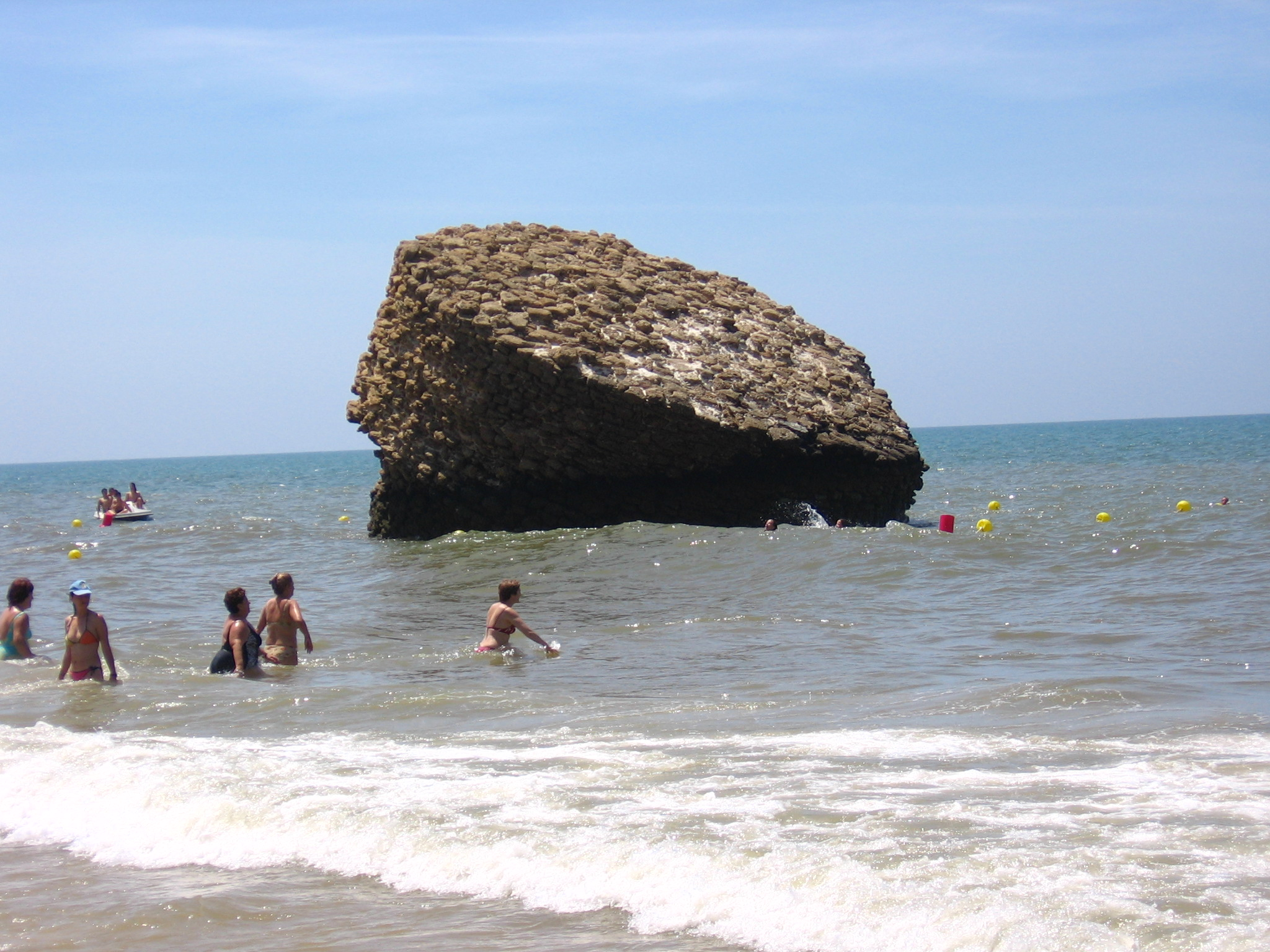
Torre de la Higuera in Matalascañas

Matalascañas ist ein spanischer Ferienort in der Region Andalusien. Er liegt an der Atlantikküste der Provinz Huelva und gehört zum Gemeindegebiet von Almonte. Der Ort ist auch als Torre de la Higuera bekannt, so benannt nach den Überresten eines Leuchtturms aus dem 16. Jahrhundert, die am Playa de Matalascañas, einem der längsten Strände Spaniens, aus dem Wasser herausragen und als archäologisch bedeutsames Kulturgut (Bien de Interés Cultural) klassifiziert wurden.
Anfangs diente der Ort den Spaniern – meist aus Sevilla – nur als Sommerferien-Domizil, inzwischen gibt es aber das ganze Jahr über Angebote. Neben den Sommermonaten zählt in Matalascañas auch Pfingsten zur Hauptsaison, weil der Ort dann zahlreiche der über eine Million Pilger beherbergt, die an der jährlichen Wallfahrt in das nahegelegene El Rocío teilnehmen.

## Auswirkungen auf die Umwelt
Matalascañas wurde in den 1970er Jahren als Urbanisation direkt am Nationalpark Coto de Doñana errichtet und in den folgenden Jahrzehnten auf Betreiben von Lokalpolitikern und Immobilienspekulanten ständig ausgebaut, obwohl Umweltverbände bereits frühzeitig vor den negativen Auswirkungen der auf Massentourismus ausgerichteten Retortenstadt auf das Ökosystem und insbesondere den Wasserhaushalt des angrenzenden Nationalparks gewarnt hatten. In einer im Juni 2021 entschiedenen Klage gegen das Königreich Spanien hatte die Europäische Kommission unter anderem geltend gemacht, dass die „vom Königreich Spanien angekündigten Maßnahmen keine Lösung für das Problem der tourismusbedingten übermäßigen Wassernutzung, insbesondere im Küstenort Matalascañas, brächten, das in mehreren Studien als Hauptursache für die Übernutzung bestimmter Grundwasserkörper des geschützten Naturraums Doñana genannt werde.“